# Los cuentos de la calle Broca
Los cuentos de la calle Broca (en francés "Les contes de la rue Broca") es una antología de cuentos de hadas escrita por Pierre Gripari. Publicada por las Editions de la Table ronde en 1967, pasó desapercibida, pero su reedición por Grasset-Jeunesse en 1990 con ilustraciones de Claude Lapointe le supuso un éxito internacional.
El libro original está compuesto de trece historias, que se ampliaron a 26 en ediciones posteriores. Cada cuento comienza en la calle Broca (en París) en la tienda de Papa Said, cuyos hijos, Bachir y Nadia, juegan en la tienda y conversan con el Sr. Pierre, un cliente fiel (que posiblemente sea el mismo autor, Pierre Gripari) que conoce decenas de historias.

## Cuentos
Los 13 cuentos que componen la obra primera son:
- La bruja de la calle Mouffetard
- El par de zapatos enamorados
- Escubidú, la muñeca sabelotodo
- Historia de amor de una patata
- El hada de la llave
- Historia de Lustucru
- La bruja del armario de las escobas
- La casa del tío Pedro
- El príncipe Blub y la sirena
- No-sé-quién, No-sé-qué o la mujer sensata
- El cerdito listo
- El diablito bueno

## Adaptaciones
- En 1975, se emite en el canal TF1 una primera serie de animación de 4 episodios, producida por los servicios gráficos de la S.F.P. y realizada por Marie-Anne Fronty, Liliane Pelizza, Monique Petit, Adeline Baillot y Didier Moreau. En 1978, se emitió otra tanda de 8 episodios.[4]
- En 1982, Patrick y Alain Le Gall Nahum adaptaron y dirigieron cuatro historias para el canal de televisión TF1,[5] con Hakim Ganem y Elodie Warnod (Bach y Nadia), y la compañía de la Comédie Italienne del Arte. Los exteriores fueron rodados en la rue Mouffetard y de Broca y en el interior aparejos electrónica.
- En 1995 Gilles Gay produjo una adaptación animada de 26 episodios, basada en estas historias e inspirándose en las ilustraciones originales de Claude Lapointe.[6]